# Salad trộn Afghanistan

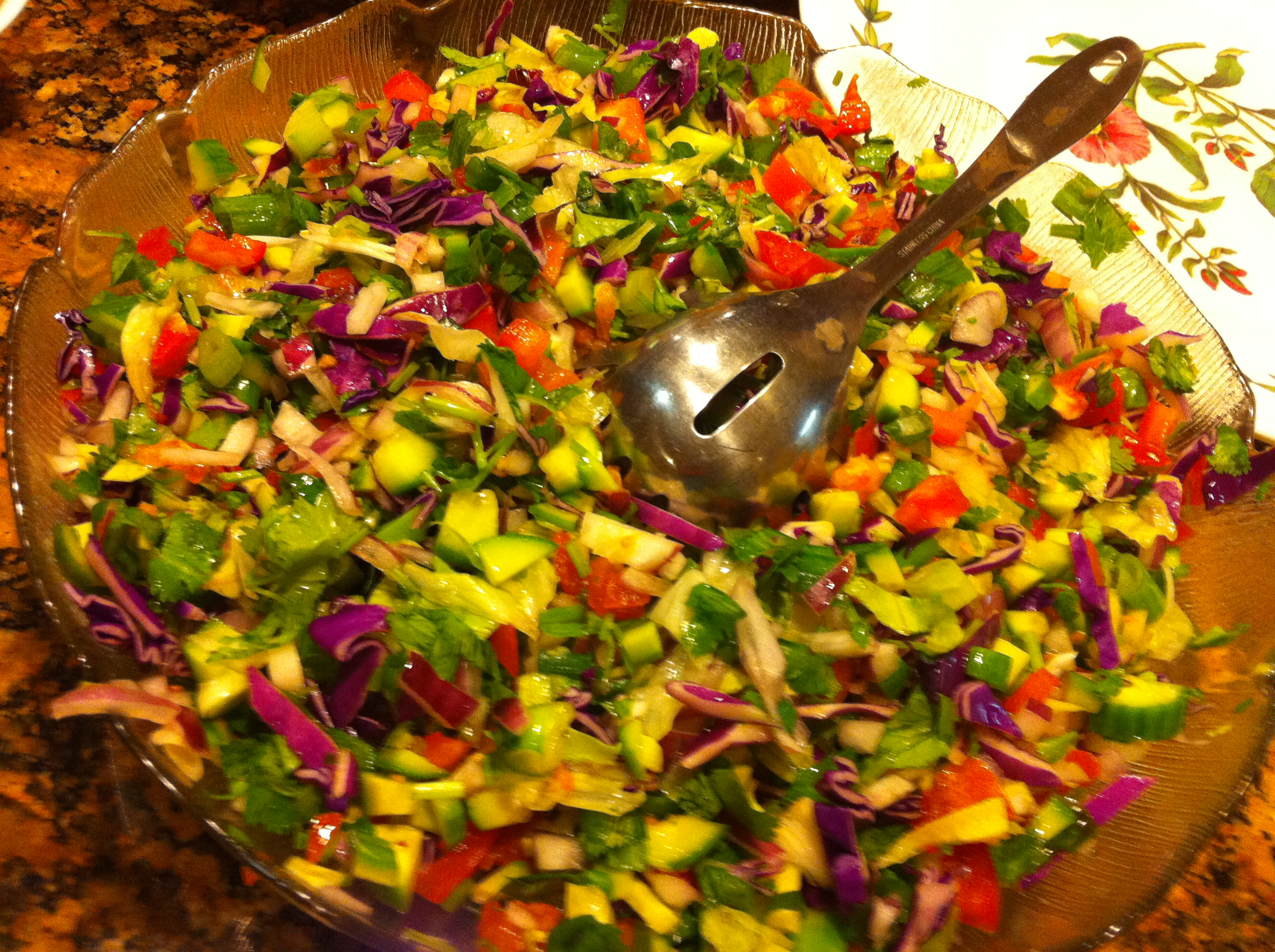
Một món salad trộn Afghanistan có thành phần được chế biến bao gồm cà chua, dưa chuột, hành tây và nhiều thành phần bổ sung.

Salad trộn Afghanistan là một món salad trong ẩm thực Afghanistan được chế biến với các thành phần chính là cà chua thái hạt lựu, dưa chuột, hành tây, cà rốt, ngò, bạc hà và chanh hoặc đôi khi là nước cốt chanh. Người ta còn dùng muối và hạt tiêu làm gia vị nêm nếm vào trong món ăn nữa. Các thành phần bổ sung có thể dùng kèm theo, chẳng hạn như ớt chuông, mùi tây, củ cải và các loại thảo mộc, trong số những loại khác.